# André Luíz Baracho
André Luíz Baracho (15 de julio de 1980) es un exfutbolista brasileño que se desempeñaba como delantero.
Jugó para clubes como el Oita Trinita y Sagan Tosu.

## Trayectoria

### Clubes
| Club         | País  | Año  |
| ------------ | ----- | ---- |
| Oita Trinita | Japón | 2000 |
| Sagan Tosu   | Japón | 2000 |

## Estadística de carrera

### J. League
| Club         | Año   | J. League | J. League | Copa J. League | Copa J. League | Total | Total |
| Club         | Año   | Part.     | Goles     | Part.          | Goles          | Part. | Goles |
| ------------ | ----- | --------- | --------- | -------------- | -------------- | ----- | ----- |
| Oita Trinita | 2000  | 1         | 0         | 0              | 0              | 1     | 0     |
| Sagan Tosu   | 2000  | 0         | 0         | 0              | 0              | 0     | 0     |
| Total        | Total | 1         | 0         | 0              | 0              | 1     | 0     |